# 亜細亜民族同盟
亜細亜民族同盟（あじあみんぞくどうめい）は、日本の右翼標榜団体。

## 略歴
昭和48年（1973年）、三代目山口組（組長は田岡一雄）初代柳川組組長だった柳川次郎（本名は梁元鍚）が設立した。設立からしばらくは創設者の柳川次郎が会長を務めたが、元公安調査官の佐野一郎が代わって次代の会長におさまった。